# 約翰·羅伯特·奧士本
約翰·羅伯特·奧士本（John Robert Osborn，1899年1月2日—1941年12月19日）是一名生於英國的加拿大軍人，曾於英軍服役並參加一次大戰，一戰結束後移居加拿大，其後再度從軍，於1941年11月被派駐到香港時，隸屬加拿大溫尼伯榴彈兵團（Winnipeg Grenadiers）第1營，在太平洋戰爭爆發初期的香港保衛戰中，他於香港島渣甸山與入侵香港的日軍激鬥時捨身擋下手榴彈爆炸壯烈犧牲。他戰死後獲頒發大英帝國最高榮譽的維多利亞十字勛章。

## 事跡

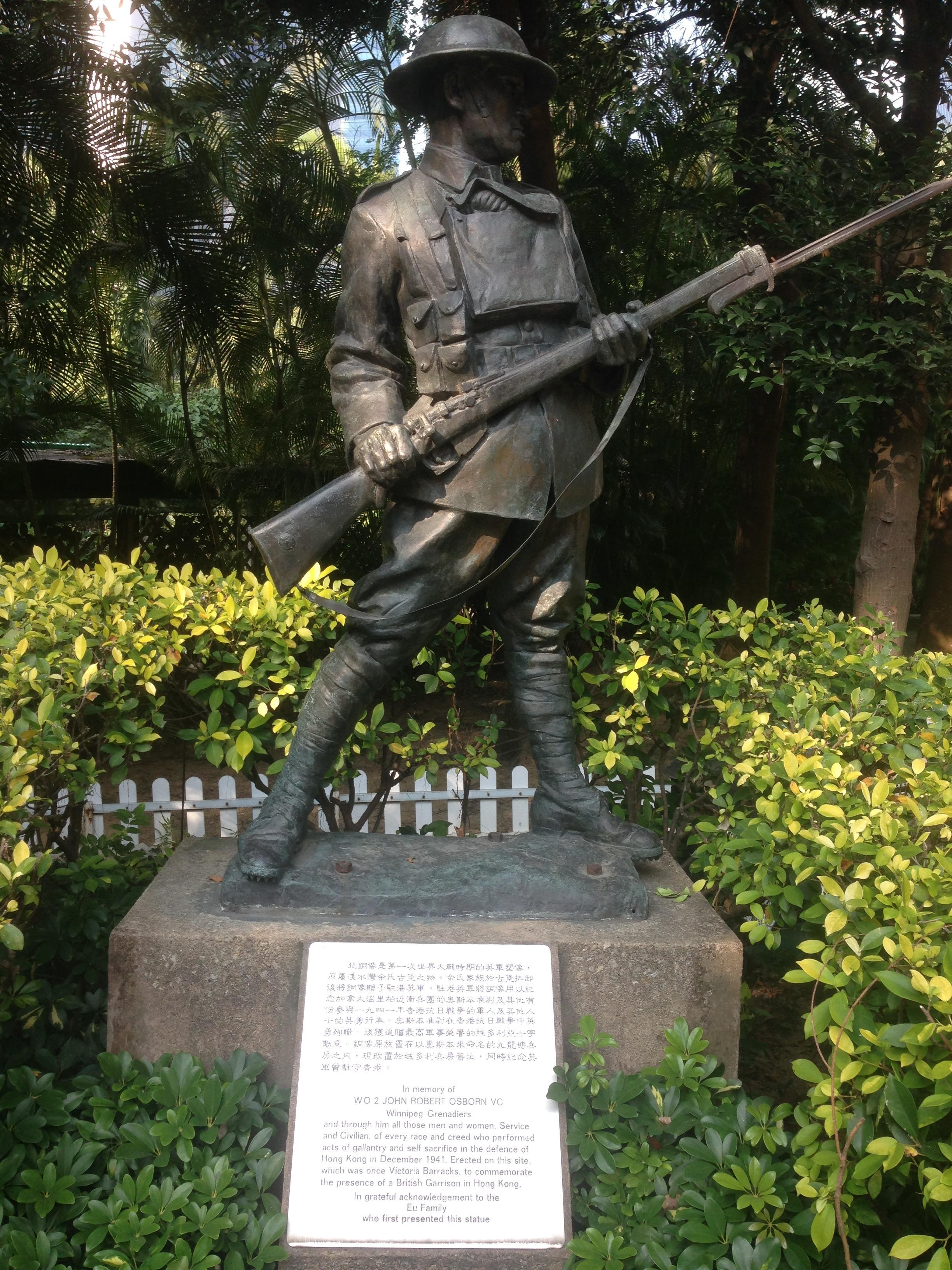
在香港公園內有一尊一戰軍裝的英軍士兵銅像。這尊銅像常被誤以為是二戰的英軍士兵，然而此銅像是鑄造於二戰前的1930年代，所以銅像的英軍士兵裝束是一戰而非二戰；而現實中的奧斯本一戰期間亦曾於英國陸軍服役並在西線戰場對抗德意志帝國陸軍，故駐港英軍亦以此銅像記念約翰·奧斯本及在香港保衛戰中英勇犧牲的軍民。

### 早年生活
奧斯本於1899年在英國諾福克郡巴爾舍姆出生，是家中的第三子，父親是文盲，從事馬匹買賣，家境並不富裕。1916年的第一次世界大戰期間，17歲的奧斯本與兩個哥哥一同從軍，奧斯本個子不高，身高5尺3寸，他作為英軍成員被派到法國對抗德意志帝國，但不久他的右臂及右腳便受到槍傷，並因德軍氯氣攻擊導致呼吸系統及視力受損，後者更纏繞奧斯本的餘生。一次大戰後，奧斯本聽從醫生建議移居到加拿大自治領。

### 移居加拿大
移居加拿大後的奧斯本，先到薩斯喀徹溫的農場打工，之後曾從事不同工作，包括調酒師、洗碗工及雜工等。他於1920年代初與妻子（Margaret）結婚，由於在加拿大一直收入不高，他於是經常出門從事地板打蠟工幫補家計。奧斯本於1933年決定再度從軍，在加拿大參加屬於義勇軍（Territorial Army）的溫尼伯榴彈兵團，由於他具備一次大戰的作戰經驗，一年後獲晉升連士官。奧士本所屬的溫尼伯榴彈兵團第1營於1941年9月被調派到香港，支援香港守軍防禦日軍的入侵，他的單位與皇家加拿大來福槍營於11月16日抵達香港，然而香港保衛戰在他抵步還不足一個月，便於1941年12月8日爆發。

### 在渣甸山犧牲
1941年12月19日凌晨時分，加拿大溫尼伯榴彈兵團第1營A連及D連的成員在畢拿山與入侵的日軍相遇，雙方在山上爆發激戰，加軍不敵人多勢眾的日軍第228聯隊，被逼撤往在渣甸山的守軍碉堡。當時溫尼伯榴彈兵團有65名成員，由軍士長約翰·奧斯本帶領，沿山徑前往渣甸山，但途中遭到日軍投擲多枚手榴彈伏擊，奧斯本立即將日軍手榴彈一一拾起並反拋回日軍處，但他發覺有一枚手榴彈來不及撿起，在這危急之際，奧斯本放聲吶喊，向其他隊員示警，然後縱身衝向這枚手榴彈並以身體覆蓋，奧斯本當場被手榴彈炸得粉身碎骨，他的捨生取義成功挽救了至少6名同僚的性命。奧斯本死後獲追頒維多利亞十字勳章，即英聯邦最高榮譽的英勇軍事勛章。

## 悼念

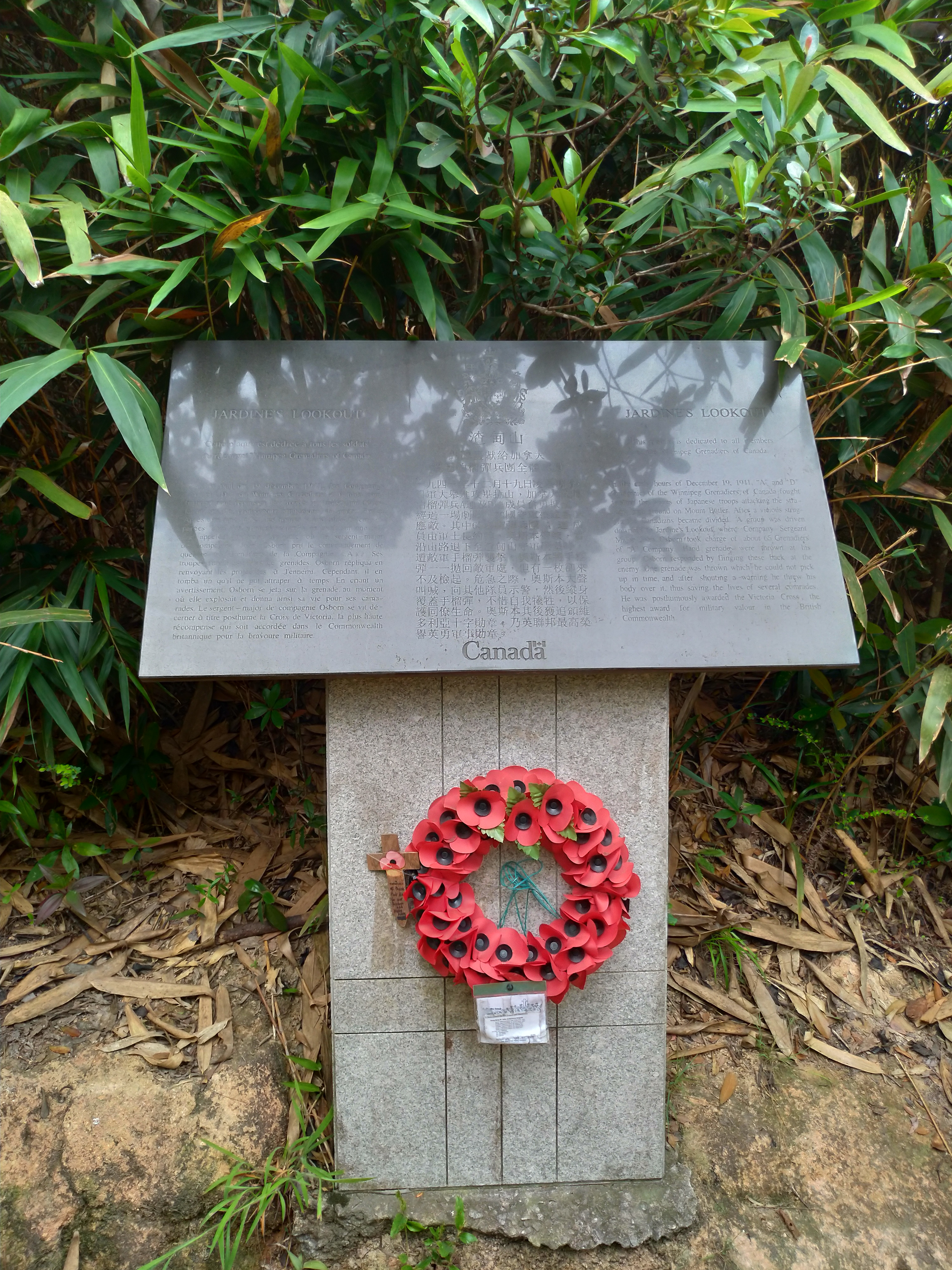
在渣甸山上的港島徑，於奧斯本犧牲的位置附近，屹立有一個紀念碑，紀念他和溫尼伯榴彈兵團的成員。而奧斯本准尉戰死的正式地點因為雜草叢生，難以前往。

香港公園有一尊第一次世界大戰英軍士兵的銅像，這尊銅像原由知名中藥材店余仁生第二代經營者余東旋於1930年代訂製鑄造，並放置在淺水灣的余園（Eucliffe）別墅內，銅像曾於1941年12月的香港保衛戰見證英軍與日軍在淺水灣激鬥。別墅在1981年拆卸重建，屋主將銅像贈送給軍部，軍部於是將銅像豎立在九龍塘以約翰·奧斯本准尉命名的奧士本軍營（1997 年後改稱「九龍東軍營」）衛兵室門前，以記念約翰·奧斯本及在香港保衛戰中英勇犧牲的軍民。奧士本銅像於1992年被重置於原址為域多利軍營的香港公園。2005年，在港島徑第五段的渣甸山路段，在奧斯本准尉於1941年12月19日犧牲的位置附近，豎立了一塊描述他在戰時英勇事跡的牌匾。奧斯本所取得的勛章經家屬同意在加拿大首都渥太華的戰爭博物館內展出。